# Rivolte di Giuda contro Babilonia
Le rivolte di Giuda contro Babilonia (601–586 a.C.) furono dei tentativi da parte del Regno di Giuda di liberarsi dal dominio dell'Impero neo-babilonese. Terminate con una vittoria Babilonese e la distruzione del Regno di Giuda, esse segnarono l'inizio del prolungato iato nell'autogoverno ebraico in Giudea fino alla rivolta dei Maccabei del II secolo a.C.. Le forze Babilonesi catturarono la città capitale di Gerusalemme e distrussero il Tempio di Salomone, completando la caduta di Giuda, un evento che segnò l'inizio dell'Esilio babilonese, un periodo della Storia degli ebrei in cui un gran numero di Ebrei furono costretti a lasciare Giuda e stabilirsi in Mesopotamia (chiamata nella Bibbia semplicemente "Babilonia").

## Antefatti
L'Egitto fu la potenza regionale fino alla battaglia di Karkemiš, verso il 606 a.C.. Più tardi, arrivò Babilonia e pose fine alla supremazia Egiziana, stabilendo il proprio dominio e rendendo Giuda suo vassallo.

## Prima rivolta
Secondo la Bibbia ebraica, per tre anni, Giuda pagò imposte a Babilonia, finché Re Ioiachin decise di smettere di pagare ed entrò in guerra contro Babilonia. Sfortunatamente per Giuda, Moab, Ammon e la Caldea entrarono in guerra a fianco di Babilonia (Antico Testamento Re, 24).

### Primo assedio di Gerusalemme
Nabucodonosor assediò Gerusalemme  nel 597 a.C., e catturò la città e il re Ioiachin, insieme a tutta l'aristocrazia di Gerusalemme. Egli quindi saccheggiò i tesori del tempio, compresi gli attrezzi d'oro. Nabucodonosor esiliò 10000 funzionari, gli artigiani e 7000 soldati, dopo di che nominò lo zio di Jehoiachin, Mattaniah, re di Giuda. Successivamente, Mattaniah cambiò il proprio nome in Zedekiah.

## Seconda rivolta
Nel luglio 587 a.C., Zedekiah si ribellò contro Babilonia, stipulando un'alleanza con l'Egitto, e Nabucodonosor assediò nuovamente Gerusalemme, affamandone la popolazione (Antico Testamento, 2º Libro dei Re, 25). Più tardi, le truppe babilonesi cercarono di portarsi entro le mura e conquistare la città, allora Zedekiah e parte delle sue truppe cercarono di fuggire a Gerico, dove combatterono contro i Babilonesi (chiamati Caldei dalla Bibbia), che catturarono Zedekiah e i suoi figli e li trasferirono in catene a Babilonia, dove i figli di Zedekiah furono giustiziati davanti a lui (marzo 2022).
Il giorno settimo di Av, Nebuzaradan, capitano del corpo di guardia di Nabucodonosor, incendiò il Tempio di Salomone, distrusse le mura di Gerusalemme ed esiliò il resto dei Giudei in Babilonia. Egli nominò Gedalia amministratore degli Ebrei che non erano stati esiliati da Giuda. Giuda cessò di esistere un anno dopo, nel 586 A.C.. Gedalia fu assassinato nel 582 a.C..